# Serres
 Ikke at forveksle med Serres (regional enhed).
Serres (græsk: Σέρρες  [ˈSeɾes]) er en by i Makedonien, Grækenland. Den er , hovedstad i den regionale enhed Serres og næststørste by i regionen Makedonien efter Thessaloniki .
Serres er et af de administrative og økonomiske centre i det nordlige Grækenland. Byen ligger i en frugtbar slette i en højde af omkring 70 moh. omkring 24 kilometer nordøst for floden Struma og 69 nordøst for Thessaloniki. Serres officielle befolkning var 76.817 i 2011 med det samlede antal mennesker, der bor i byen og dens umiddelbare omgivelser, er anslået til omkring 100.000.
Byen er hjemsted for Institut for Fysisk Uddannelse og sportsvidenskab ved Aristoteles -universitetet i Thessaloniki (græsk: Τ.Ε.Φ.Α.Α. Σερρών) og Serres Campus ved International Hellenic University (tidligere "Technological Educational Institute of Central Macedonia"), sammensat af Det Tekniske Fakultet, Det Økonomiske og Ledende Fakultet, og Institut for Interiørarkitektur og Design. Ledelsen af Det Tekniske Fakultet ved International Hellenic University ligger i Serres.

## Galleri
- Udsigt over centrum
- Skt. Cosmas og Damian-kirken fra 1817
- Evangelisk kirke i Serres
- Johannesdøberen-kirken
- Mehmet Bey-moskeen
- Serres kommunale stadion
- Fresko i Prodromou-klosteret nær Serres, der viser kejser Andronikos 2. Palaiologos
- Bøfler ved Kerkinisøen
- Serraifår, lokal fårerace